# David Acuña Millahueique
David Arturo Acuña Millahueique (Santiago, el 6 de agosto de 1980), es un dirigente sindical chileno fue presidente de la Central Unitaria de Trabajadores de Chile (CUT). entre 2022 y 2025, siendo sucedido por José Manuel Díaz Zavala. Antes de su elección, se desempeñó como dirigente del Sindicato Nacional de Mercaderistas de Unilever Chile. Durante su gestión, ha impulsado iniciativas para mejorar los derechos laborales, incluyendo el aumento del salario mínimo y la reducción de la jornada laboral a 40 horas semanales.
Durante su gestión, la CUT ha logrado avances significativos en materia laboral, incluyendo un aumento histórico del salario mínimo y la implementación de la ley que reduce la jornada laboral a 40 horas semanales. Además, se han ratificado convenios internacionales como el 190 y 176 de la Organización Internacional de Trabajadores (OIT).
Acuña ha enfatizado la importancia del diálogo social como herramienta para fortalecer los derechos fundamentales de los trabajadores, destacando la libertad sindical, el derecho a huelga y la negociación colectiva como pilares esenciales para una democracia robusta.
En su rol como presidente de la CUT, Acuña ha participado activamente en foros internacionales, representando a los trabajadores chilenos y abogando por políticas que promuevan el trabajo decente y la justicia social.

## Biografía
Nace un 6 de agosto de 1980, Proveniente de una familia de raíces mapuche, de la comunidad de Nolguehue, Rio Bueno, toda su vida a vivido en la comuna de Peñalolén, Creció en un entorno de trabajo y esfuerzo, combinando su empleo en un supermercado con estudios nocturnos para terminar su educación secundaria.
Su trayectoria como dirigente sindical parte en el año 2008 en Walmart Chile, luego en el 2012 se convierte en el secretario del sindicato de la multinacional Unilever, donde se destaca por su compromiso en la protección de los derechos, participa de negociaciones colectivas representando a sus compañeros, compañeras.
Ingresa a la CUT como dirigente sindical en el año 2016 y en el año 2022, asumió la presidencia de la CUT, y en apenas dos años, su liderazgo ha sido clave en la consecución de avances históricos para las y los trabajadores de Chile. Bajo su mandato, se ha logrado el aumento más significativo del salario mínimo en las últimas tres décadas, un hito, ya que incluyó otros beneficios sociales para las y los trabajadores de Chile, lo que refleja su compromiso con la mejora de las condiciones laborales. Además, ha impulsado la reducción de la jornada laboral de 45 a 40 horas, siendo la primera ley en 50 años con titularidad sindical, marcando otro paso fundamental en la lucha por los derechos laborales.
Acuña también ha jugado un rol protagónico en la ratificación de los Convenios 176 y 190 de la Organización Internacional del Trabajo (OIT). Mientras que el Convenio 176 se enfoca en la seguridad y salud en las minas, el Convenio 190 aborda la erradicación de la violencia y el acoso en los espacios laborales, protegiendo a miles de trabajadores y trabajadoras de situaciones abusivas.
En la actualidad, David Acuña enfrenta el desafío de recuperar la negociación ramal, un objetivo clave para fortalecer el poder colectivo de los sindicatos y trabajadores. Además, está enfocado en rearticular el tejido social, buscando reactivar a la sociedad civil como un actor político crucial que permita contrarrestar el obstruccionismo de sectores conservadores y avanzar en políticas sociales más inclusivas y progresistas.
Su trayectoria como líder sindical y su visión por un Chile más justo y equitativo lo consolidan como una figura influyente en el panorama político y social del país.